# Zach Budish
Zach Budish, född 9 maj 1991 i Edina, Minnesota, är en amerikansk professionell ishockeyspelare som spelar för Västerviks IK i Hockeyallsvenskan.